# Музей истории телефона
Музей истории телефона — музей телефонной связи в Москве, крупнейший подобный в Европе, социальный проект, направленный на сохранение историко-культурного и научного наследия в области телефонной связи, активную популяризацию научно-технических знаний среди молодежи, расширение представлений современников о том, как на протяжении двух столетий изменялись средства коммуникации.

## История музея

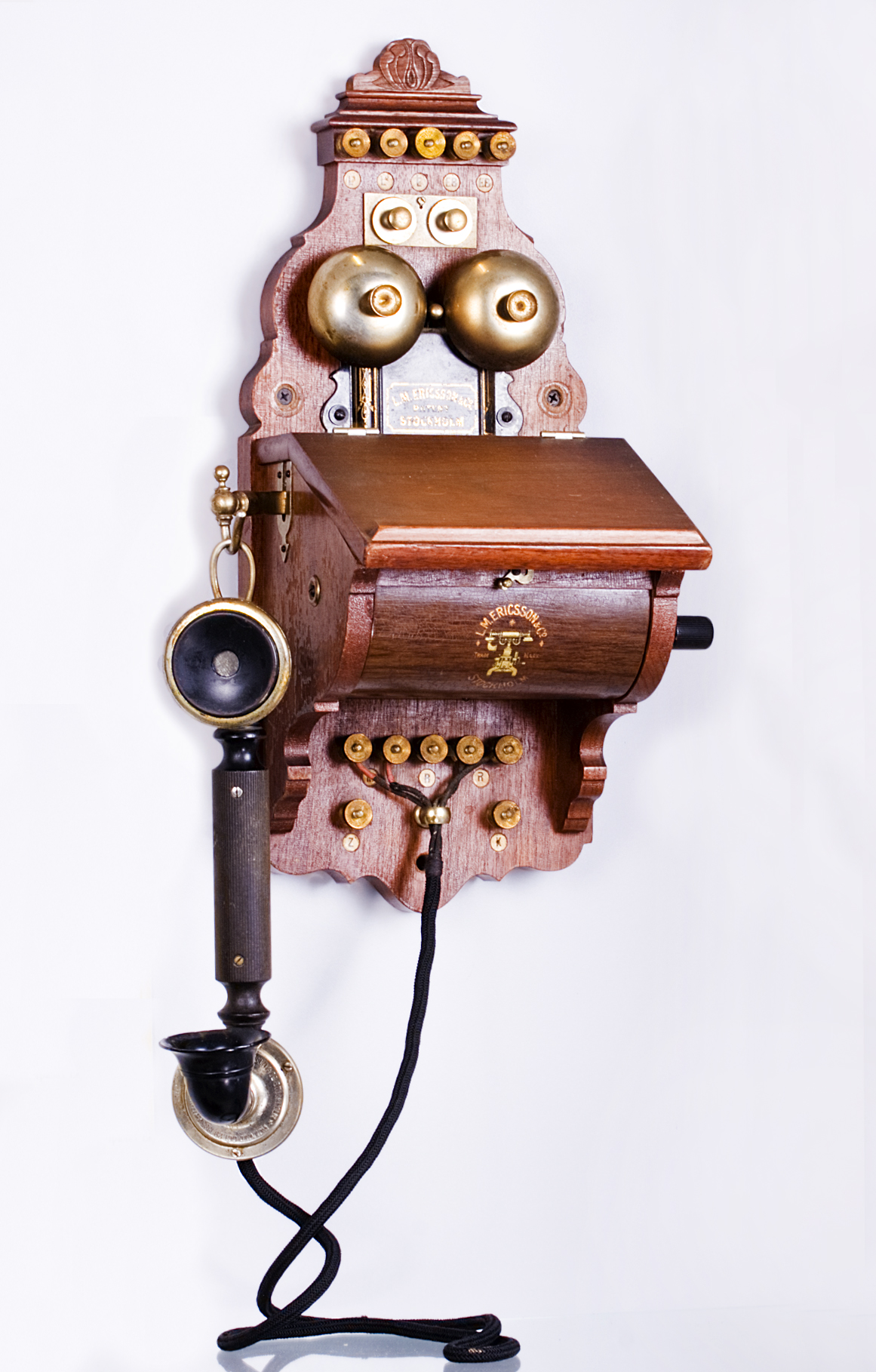
Экспонаты Музея истории телефона

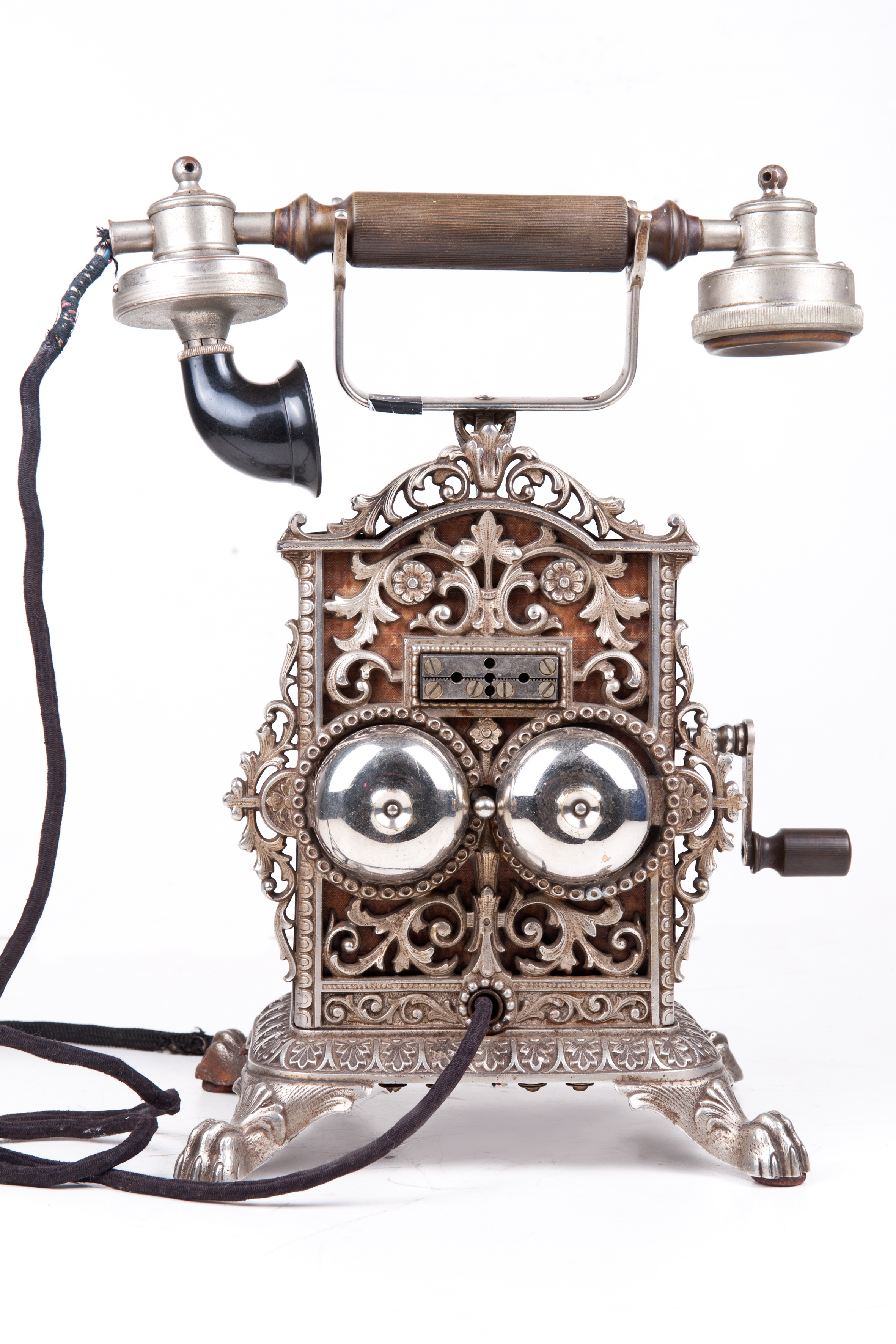
Экспонаты Музея истории телефона

Проект «Музей истории телефона» представлен двумя музеями — в Москве и Санкт-Петербурге. 
Первый был открыт в ноябре 2010 года в московском офисе телекоммуникационной компании «Мастертел». 
Второй — в мае 2013 года, в историческом центре Санкт-Петербурга (недалеко от Смольного собора и Таврического сада).
В выставочных залах и запасниках находится более 2500 экземпляров раритетной телефонной техники конца XIX — середины XX веков, изготовленных во Франции, в США, Англии, Норвегии, Швеции, Австрии, Бельгии, Швейцарии, России и СССР.
Экспонаты приобретались на аукционах (специализированных торгах, антикварных интернет-аукционах), у частных лиц и музеев (частный телефонный музей в Женеве, Швейцария был выкуплен целиком). В настоящее время собрание продолжает пополняться новыми экземплярами.
Среди экспонатов Музея истории телефона имеются телефонные аппараты, обладающие почетным статусом «Памятников науки и техники».
Музей истории телефона вошёл в рейтинг самых популярных музеев среди школьников. Музей посетили более 20 000 человек, из них половина — воспитанники школ-интернатов и детских домов, ветеранов, инвалидов.